# ホンダ・プレリュードインクス
プレリュードインクス（PRELUDE inx ）は、本田技研工業が製造・販売していたクーペである。

## 概要
当時、すでにデートカーとしての地位を確立していたプレリュードであるが、1989年のマイナーチェンジの際に落ち着いた雰囲気漂う固定式ヘッドライトのプレリュードインクスが追加された。これは北米市場のヘッドライト常時点灯の義務化への対策だったが実際に輸出されることはなかった。
インクスの登場により、スポーティーなプレリュード、ラグジュアリーなプレリュードインクスという棲み分けがなされた。

## 歴史
1989年11月21日
発売。グレードはSiとXXの2グレード体制。
1991年
4代目の登場に伴いモデル廃止。